# Porlieria microphylla
Porlieria microphylla är en pockenholtsväxtart som först beskrevs av Louis Antoine François Baillon, och fick sitt nu gällande namn av Descole, O'donell & Lourteig. Porlieria microphylla ingår i släktet Porlieria och familjen pockenholtsväxter. Inga underarter finns listade i Catalogue of Life.